# Магдалена Гвиздоњ
Магдалена Гвиздоњ (пољ. Magdalena Gwizdoń; Ћешин, 4. август 1979. је пољска биатлонка, која од 1995. представља Пољску на међународним такмичењима Члан је клуба BLKS из Живјеца.

## Биографија
Магдалена Гвиздоњ је у детињству ишла у спортску школу и озбиљно се бавила биатлоном. Као јуниока учествпвала је на домаћим и међународним такмичењима за јуниоре, па је 1999. освојила бронзану медаљу на Светском јуниорском првенству. Већ од 1995. године, периодично је учествовала
у фазама Светског купа. Првакиња Европе постала је на првенству у Закопанима. Због катастрофалне сезоне 2001/02, није могла да уђе у репрезентацију за Олимпијске игре 2002. у Солт Лејк Ситију. После Гвиздоњ почуиње да напредује, све више је побољшавала свој положај, а као резултат тога, 2005. године ушла у првих тридесет најбољих биатлонки на свету. Од тада је почела да се пење на подијуме такмичења у Светском купу. Тада долази до рецесије, након чега резултати поново постају бољи у сезони 2012/13, када је поновила своје најбоље резултате, као победа у спринту у предолимпијској години Светског купа заузимајући 15. место у генералном пласману сезоне.
Учествовала на такмичењима у биатлону на Зимским војним играма 2010. године, где је освојила три медаље 2 златне у спринту и екипној конкуренцији и 1 бронзану у трци патрола.
Резултати Магдалене Гвиздоњ су међу најбољима у женском биатлону у Пољској. Тренутно је једна од најстаријих активних биатлонки на међународном нивоу.

## Значајнији резултати
Олимпијске игре
| Такмичење       | Појединачно | Спринт | Потера | Мас. старт | Штафета | Меш. штафета |
| --------------- | ----------- | ------ | ------ | ---------- | ------- | ------------ |
| 2006. Торино    | 33.         | 10.    | 21.    | 29.        | 7.      | НП           |
| 2010. Ванкувер  | 59.         | 35.    | 31.    | —          | 12.     | НП           |
| 2014. Сочи      | 32.         | 40.    | 38     | —          | 10.     | 14.          |
| 2018. Пјонгчанг | 83.         | 56.    | 49.    | —          | 7.      | 16.          |

Легенда :
- — : није учествовала у тој дисциплини
- {НП} : дисциплина није била на програму Игара

Светско првенство
| Такмичење            | Појединачно | Спринт | Потера | Мас. старт | Штафета | Меш. штафета |
| -------------------- | ----------- | ------ | ------ | ---------- | ------- | ------------ |
| 1999. Контиолахти    | -           | 30.    | 35}    | -          | 7       | НП           |
| 1999. Осло           | 48.         | -      | -      | -          | -       | НП           |
| 1999. Осло           | 13.         | 64.    | -      | -          | 12      | НП           |
| 2001. Покљукљ        | 25.         | 29.    | 40.    | 29.        | 15.     | НП           |
| 2003. Ханти-Мансијск | 18.         | 57.    | 45.    | -          | -       | НП           |
| 2004. Оберхоф        | 15.         | 15.    | 22.    | 21.        | 8.      | НП           |
| 2005. Хохфилцен      | 55.         | 16.    | 51.    | 23.        | 12.     | НП           |
| 2005. Ханти-Мансијск | НП          | НП     | НП     | НП         | {НП     | 8.           |
| 2006. Покљукљ        | НП          | НП     | НП     | НП         | НП      | 8.           |
| 2007. Антхолц        | 32.         | 14.    | 17.    | 16.        | 10.     | -            |
| 2008. Естерсунд      | 15.         | 7.     | 12.    | 11.        | 7.      | -            |
| 2009. Пјонгчанг      | 40.         | 76.    | -      | -          | 6.      | -            |
| 2011. Ханти-Мансијск | 74.         | 32.    | 32.    | -          | 6       | -            |
| 2012. Руполдинг      | 24.         | 17.    | 15.    | 29.        | 9.      | -            |
| 2013. Нове Место     | 18.         | 12.    | 12.    | 27.        | 9.      | -            |
| 2015. Контиолахти    | 56.         | 7.     | 17.    | 19.        | 13.     | 14.          |
| 2016. Осло           | 12.         | 55.    | 30.    | 23         | 4.      | -            |
| 2017. Хохфилцен      | 37.         | 38.    | 25.    | -          | 7.      | -            |

Легенда :
- — : није учествовала у тој дисциплини
- {НП} : дисциплина није била на програму СП

Светски куп
- Најбољи генерални пласман на крају сезоне: 15. место 2013.
- Генерални пласман по сезонама :
  - 50 — 1999; 49 — 2000; 46 — 2001; 75 — 2002; 35 — 2003; 23 — 2004; 26 — 2005; 35 — 2006; 63 — 2007; 17 — 2008; 27 — 2009; 51 — 2010; 63 — 2011;, 41 — 2012; 15 — 2013; 34 — 2014; 47 — 2015. и 18 — 2016.
- 6 појединачних подијума и 2 победе у каријери.
- 2 подијума са штафетом.

### Победе у светском купу
| Сезона / Дисциплина | Спринт    | Потера | Појединачно | Мас. старт | Укупно |
| 2006/07             | Естерсунд |        |             |            | 1      |
| 2012/13             | Сочи      |        |             |            | 1      |
| Укупно              | 2         | 0      | 0           | 0          | 2      |